# Convention de Simla
Lire en ligne

Traduction en français du texte sur Wikisource

Texte en anglais sur Wikisource

L'accord de Simla, ou convention entre la Grande-Bretagne, la Chine et le Tibet à Simla, concerne le tracé de la frontière sino-tibétaine et le statut du Tibet, négociés entre les représentants de la Chine, du Tibet et du Royaume-Uni à Simla en 1913 et 1914.

## Contexte
L'expédition militaire britannique au Tibet (1903-1904) voit la victoire militaire de l'Empire britannique, via le Raj britannique.
Les traités inégaux de la convention entre la Grande-Bretagne et le Tibet (1904) et de la convention entre la Grande-Bretagne et la Chine relative au Tibet (1906) entre l'Empire britannique et l'Empire chinois de la dynastie Qing, donnent des droits privilégiés aux armées britannique sur le Tibet, contrôlé par l'armée mandchoue depuis 1720.
En 1911, l'empire des Qing s'effondre, face à l'alliance des huit nations et au soulèvement de Wuchang d'octobre 1911. La république de Chine (1912-1949) est fondée en 1912. Les provinces, à commencer par celle de Hubei ou se situe Wuchang, déclarent peu à peu leur indépendance. Le Tibet, appuyé par l'Empire britannique, prend une indépendance de fait.
Les Anglais cependant sont bientôt défrisés par les propos nationalistes de la nouvelle république chinoise. Un édit présidentiel vient en effet de décréter que la Mongolie, le Tibet et le Turkestan font partie de la République de Chine et que leurs habitants sont eux aussi citoyens chinois. Une armée chinoise a même été envoyée dans le Kham avec autorisation de pousser jusqu'à Lhassa si c'est possible.

## Conférence de Simla (1913-1914)

### Organisation

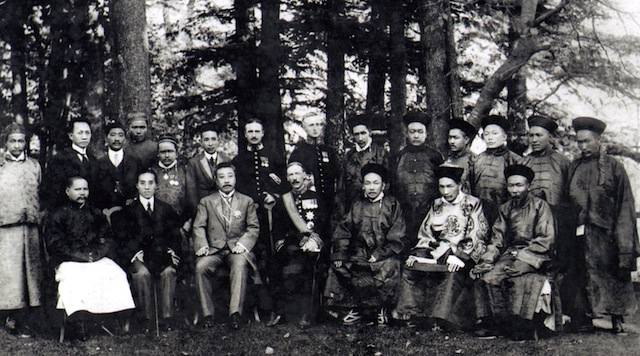
Conférence de Simla, octobre 1913. Derrière, debout, à sa gauche Archibald Rose et à sa droite Charles Bell. Assis, de gauche à droite : Wangchuk Tsering, les délégués chinois B. D. Bruce, Ivan Chen, sir Henry McMahon, les délégués tibétains Longchen Shatra, Trimon et Tenpa Dhargay (dronyer-chenmo)

En 1913, après la chute des Qing et la mort de Zhao Erfeng, les gouvernements britanniques, chinois et tibétains envoient des représentants à Simla, en Inde, pour discuter du tracé de la frontière sino-tibétaine et du statut du Tibet. 
Assistent à la convention, les plénipotentiaires de la Grande-Bretagne (Henry McMahon), de la Chine (I-Fan Chan), et du Tibet (Premier ministre tibétain : Paljor Dorje Shatra, interprète : Lama Kazi Dawa Samdup). La conférence débute le 6 octobre 1913 sous l'égide de Henry McMahon.
Charles Alfred Bell participe à Convention de Simla. Avant la réunion, il rencontre Longchen Shatra à Gyantsé et lui conseille d'apporter tous les documents concernant les relations entre la Chine et le Tibet et les différentes réclamations sur les provinces et districts qui ont été occupés temporairement par la Chine. Lors des pourparlers à Simla, Charles Alfred Bell est nommé assistant de la partie tibétaine, tandis qu'Archibald Rose est nommé à une fonction analogue pour la partie chinoise.

### Statut du Tibet et définition des frontières
Sous le Raj britannique, les Britanniques souhaitent que le Tibet devienne un État tampon pour contrer l'influence de la Russie et endiguer les poussées expansionnistes chinoises. Les Tibétains souhaitent la reconnaissance de leur indépendance, décrétée en 1912 par Thubten Gyatso, le XIIIe dalaï-lama, et l'intégrité de leur territoire. 
Le Tibet revendique un territoire composé de quatre régions (Ngari, Ü-Tsang, Kham et Amdo) en se basant sur le traité signé entre le Tibet et la Chine en 783 sous Trisong Detsen (742-797?), à l'apogée de l'Empire tibétain (629-877). Les Chinois, quant à eux, veulent intégrer à leur territoire les zones tibétaines de Dartsédo (alors dans la province du Xikang, aujourd'hui dans celle du Sichuan) à Gyamda compte tenu des dernières incursions militaires de Zhao Erfeng.
Pour résoudre ces différends et les problèmes frontaliers, Henry Mac-Mahon propose le 11 mars 1914 un accord, la Convention de Simla. Celle-ci d'une part définit la frontière entre l'Inde et le Tibet par la ligne Mac-Mahon, un nouveau tracé des frontières qui suit de façon générale la crête de l'Himalaya oriental du Bhoutan à la Birmanie et la ligne de partage des eaux du Brahmapoutre et de la Chindwin, et d'autre part divise le Tibet en « Tibet extérieur », correspondant aux territoires tibétains à l'ouest du Yangtsé), sous administration du gouvernement du Ganden Phodrang, et « Tibet intérieur », correspondant aux régions tibétaines limitrophes de la Chine, une partie du Kham et de l'Amdo, où Lhassa aurait l'autorité spirituelle uniquement. Les deux secteurs sont considérés comme étant sous « suzeraineté » chinoise. Les Britanniques proposent à la Chine la suzeraineté du Tibet afin de contrer d'éventuelles influences de leurs rivaux russes.
Les représentants du Kham étant absents de la convention de Simla, aucun participant ne les ayant invités, ces derniers ne peuvent préciser la frontière entre le Tibet et la Chine. Eric Teichman, diplomate britannique en poste à Dartsédo entre 1911 et 1918, indique la présence d'une « délimitation du tracé de la frontière sur les chaînes de montagnes Ningjing. Il précise que cet arrangement perdure pendant deux siècles jusqu'à ce que les Chinois répliquent au raid britannique de 1904 en expédiant les troupes de Zhao Erfeng jusqu'à Lhassa ». Henry Mac-Mahon reprend dans cette proposition ce tracé.   

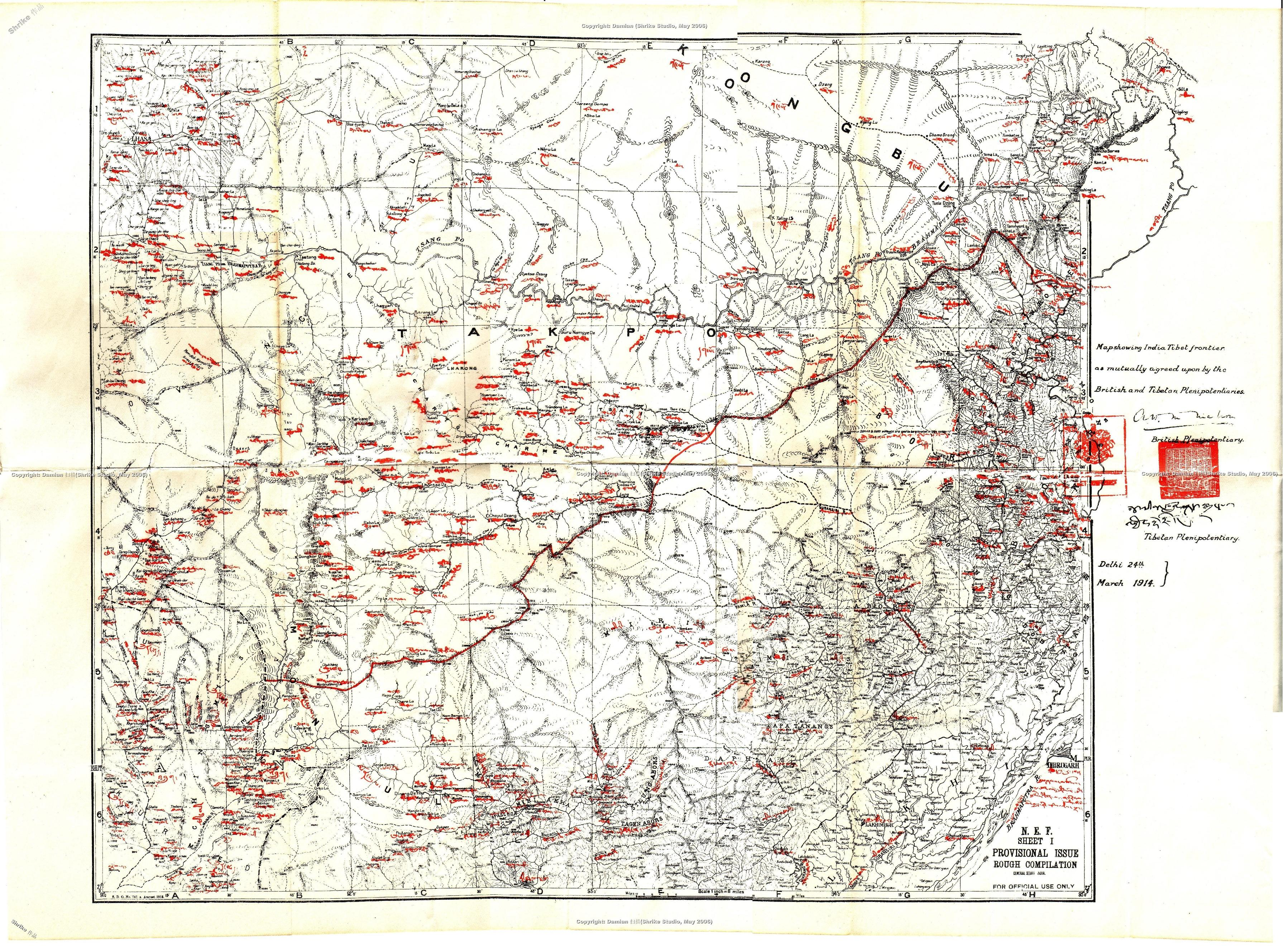
Ligne Mac-Mahon, traité de Simla de 1914, carte 1
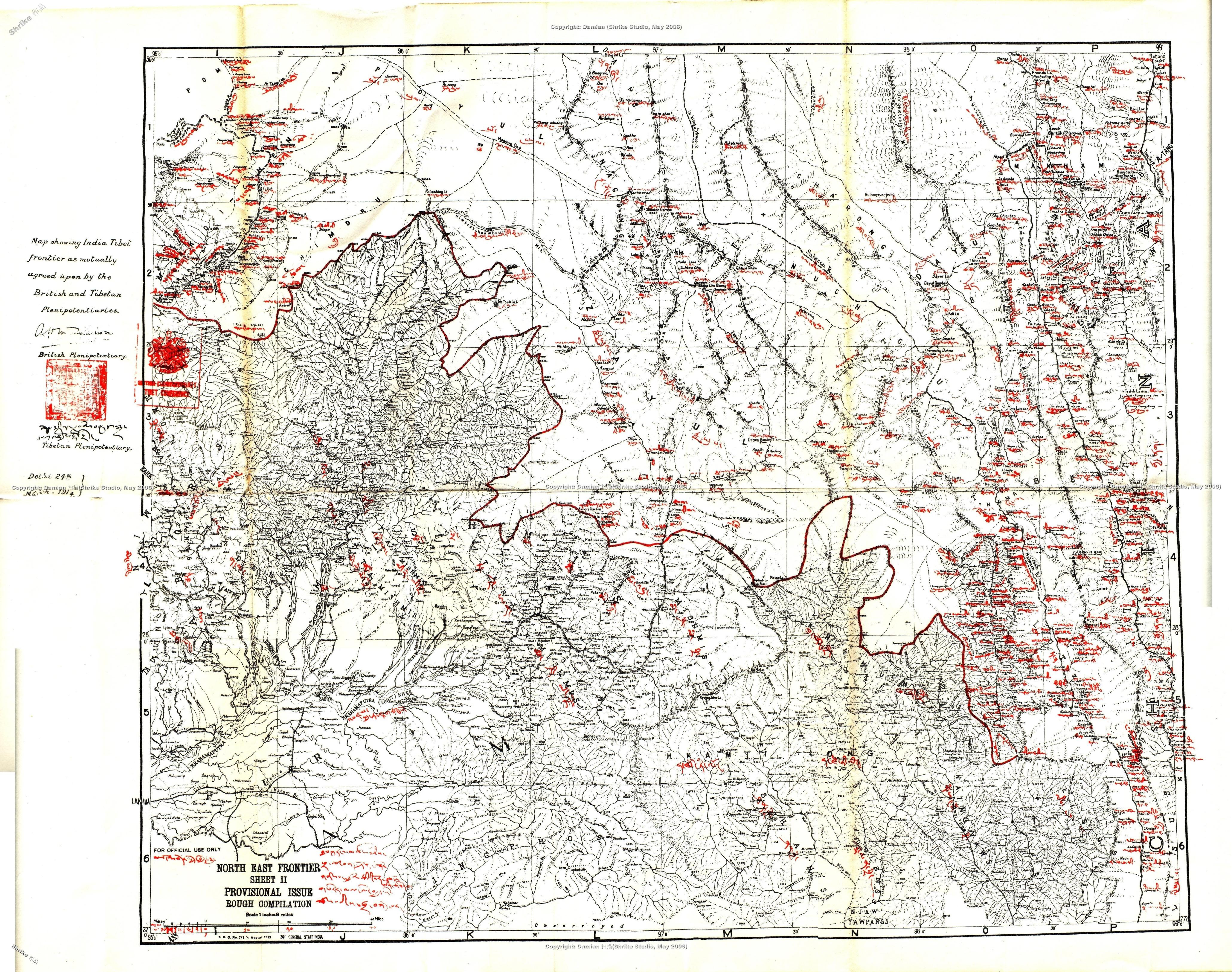
Ligne Mac-Mahon, traité de Simla de 1914, carte 2
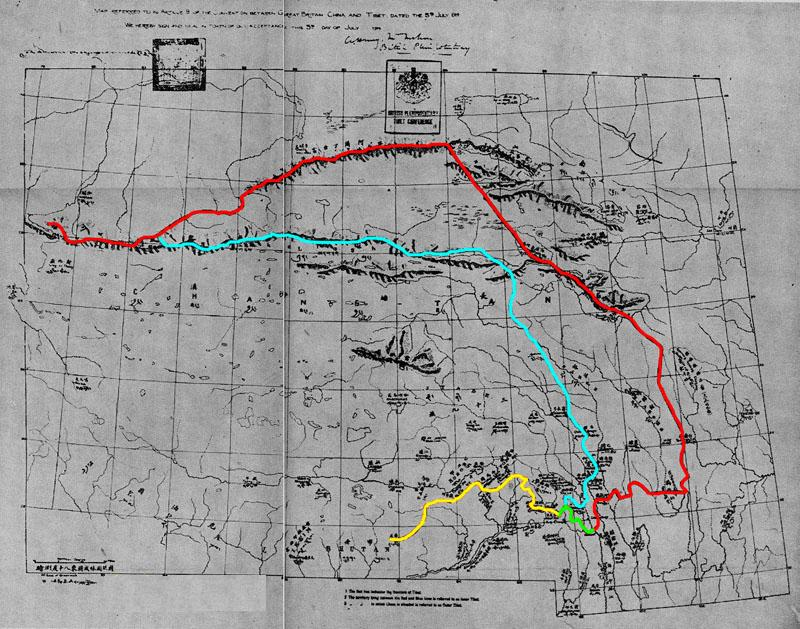
Convention de Simla, traité signé en 1914, carte 1
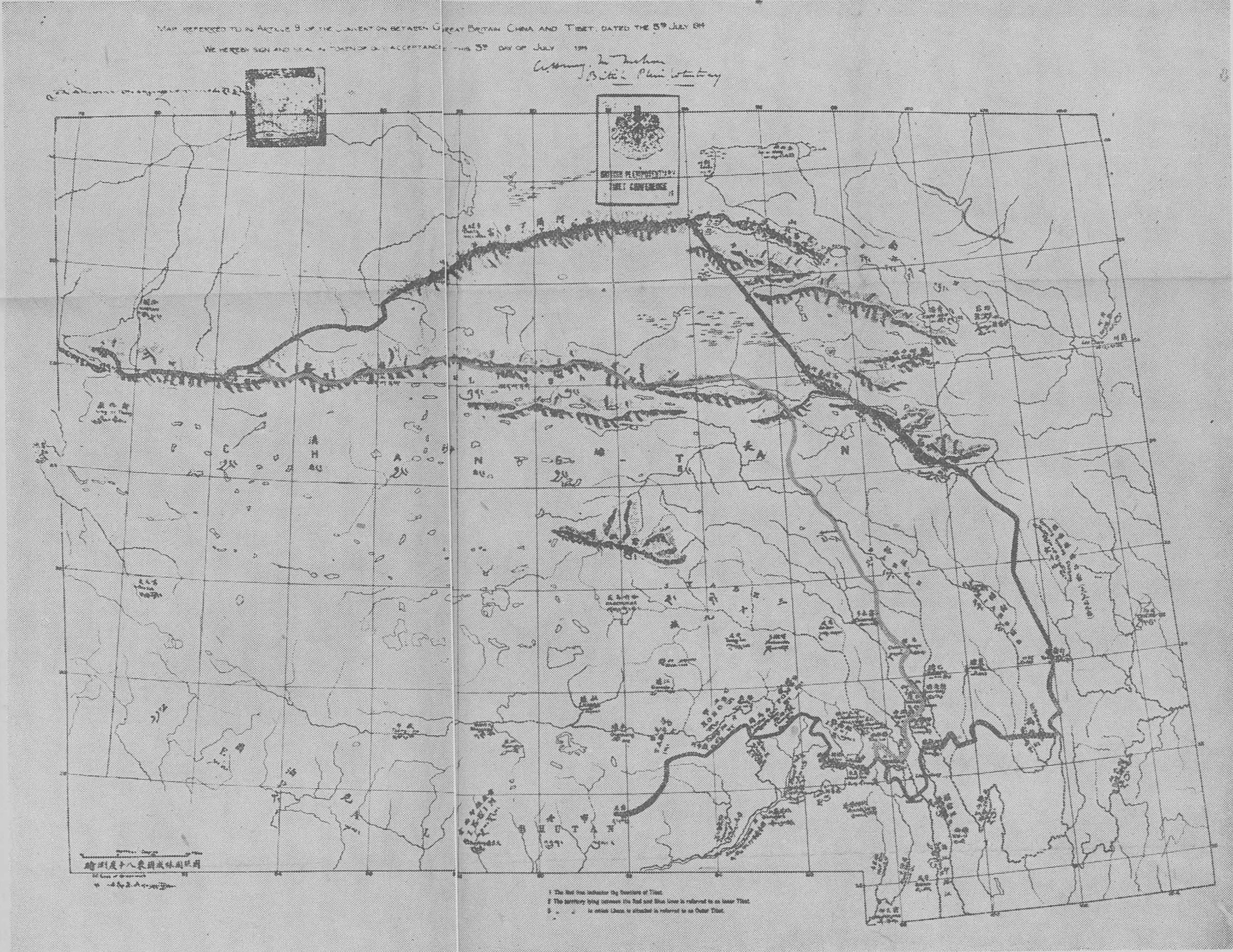
Convention de Simla, traité signé en 1914, carte 2

### Signature de la convention
Le 27 avril 1914, le plénipotentiaire britannique et le plénipotentiaire tibétain sont d'accord pour signer le projet de convention mais le plénipotentiaire chinois, I-Fan Chan, refuse. Sous la pression des Britanniques, il finit par apposer ses initiales au document puis fait parvenir celui-ci à son gouvernement, lequel, prenant connaissance de la frontière proposée entre Tibet intérieur et Tibet extérieur, rejette immédiatement son paraphe,.
L'accord ayant été signé par l'un des meilleurs ministres du gouvernement du Tibet, la ligne Mac-Mahon est acceptée par le XIIIe dalaï-lama. Cependant, les Tibétains contestent les frontières orientales du Tibet avec la Chine[citation nécessaire] .
Après les tentatives de compromis avec les Chinois, la convention est signée par les plénipotentiaires britanniques et tibétains, déclarant qu'elle entrait en application concernant les relations entre les deux pays et que la Chine ne pourrait en bénéficier tant qu'elle ne signerait pas l'accord .

### Analyses
De cette Convention, l'exploratrice Alexandra David-Néel écrira qu'elle « n'a eu aucun résultat », que « nul traité n'a été signé entre la Chine et le Tibet ». Elle rapporte que « les Anglais n'attendent qu'un prétexte pour mettre la main sur le Tibet » et que « le bruit court qu'ils ont déjà effectivement, sinon officiellement, annexé une ou deux provinces ». Elle ajoute : « En attendant, les Chinois s'entremangent et l'on peut être certain que les dites "puissances" ont la main dans tout ce grabuge ». Elle décrit le programme des Britanniques : « L'Angleterre est en train de prendre tout doucement le Tibet. Elle a posé le télégraphe jusqu'à Gyantsé, y entretient quelques soldats, a des télégraphistes militaires, des soi-disant agents commerciaux qui sont des agents politiques, dans toute la région. La défaite des Chinois au Tibet sert ses plans ».
Pour Michael H. Goodman, le Tibet conserve son indépendance de facto, et les Britanniques, libérés des contraintes liées à la Convention anglo-russe de 1907 après la fin du régime tsariste en Russie, peuvent entretenir des relations diplomatiques avec le gouvernement du dalaï-lama indépendamment de la Chine.
Selon le professeur d'histoire-géographie et écrivain Pierre Chapoutot, la suzeraineté de la Chine s'y trouve réaffirmée.
Pour le juriste Barry Sautman, la Grande-Bretagne n'a pas reconnu le Tibet dans l'accord de Simla de 1914 : elle a déclaré qu'elle était disposée à reconnaître la suzeraineté chinoise sur un Tibet autonome ; quant à la Chine, elle a déclaré que le Tibet faisait partie intégrante de la Chine et a refusé de ratifier l'accord.

## Conséquences
La conférence de Simla permet une période de paix pour le Tibet de Lhassa. En revanche, des guerres éclatent rapidement dans les Marches sino-tibétaines.
Après l'indépendance de l'Inde et l'établissement de la république populaire de Chine en 1949, la question des frontières est remise en cause par l'occupation du Tibet par l'armée communiste chinoise et la notion d'État tampon disparaît. La Chine réclame la partie de l'Arunachal Pradesh au sud de la ligne Mac-Mahon.
Selon l'écrivain et journaliste Claude Arpi, directeur du pavillon tibétain d'Auroville, depuis lors, le XIVe dalaï-lama a constamment réitéré qu'il reconnait la ligne McMahon, un choix qui devait lui permettre d'échapper aux soldats chinois lancés à ses trousses lors de sa fuite en exil en 1959.
Cette frontière est à nouveau contestée durant le conflit sino-indien de 1962 où les deux pays se font une brève guerre dans cette région. La Chine occupe alors certains secteurs au sud de la ligne durant plusieurs mois. Cependant, en 1981, les deux pays ouvrent des négociations pour résoudre leur conflit frontalier, et les discussions menées en 1993 et 1995 soulagent la tension le long de la frontière. Jusqu'à maintenant, la Chine refuse de reconnaître la ligne Mac-Mahon .
La ligne Mac-Mahon est présentée sur les cartes publiées par l'Administration centrale tibétaine en exil à Dharamsala comme frontière sud du Tibet.

## Évolution de la position britannique (2008)
Jusqu'au 29 octobre 2008, le gouvernement britannique s'en tenait à la position que la Chine exerçait une suzeraineté sur le Tibet et non une pleine souveraineté. Le Royaume-Uni restait le seul pays à adhérer à la position d'une entité autonome sous protectorat chinois. Désormais, elle s'aligne sur les autres pays et reconnaît que le Tibet fait partie intégrante de la République populaire de Chine.
Une « communication écrite ministérielle sur le Tibet » publiée sur le site du Ministère britannique des affaires étrangères, entérine ce revirement, qualifiant l'ancienne position d'anachronique et de legs de l'époque coloniale : 
« Notre aptitude à faire passer notre point de vue a été obscurcie par la position prise par le Royaume-Uni au début du XXe siècle sur le statut du Tibet, position fondée sur les données géopolitiques de l'époque. Notre reconnaissance de la "position spéciale" de la Chine au Tibet s'est élaborée autour du concept dépassé de suzeraineté. Certains se sont emparés de cela pour jeter le doute sur les buts que nous poursuivons et pour prétendre que nous refusons la souverainété chinoise sur une vaste partie de son territoire. Nous avons fait entendre clairement au gouvernement chinois, et publiquement, que nous ne soutenons pas l'indépendance tibétaine. Comme tous les autres états membres de l'Union européenne, ainsi que les États-Unis, nous considérons le Tibet comme faisant partie intégrante de la République populaire de Chine. Notre intérêt réside dans la stabilité à long terme, laquelle ne peut être obtenue que par le respect des droits de l'homme et une plus grande autonomie pour les Tibétains ». David Miliband, le ministre britannique des affaires étrangères, a même présenté ses excuses pour le fait que son pays n'ait pas fait cette démarche plus tôt.
Selon la sociologue Danielle Bleitrach, la reconnaissance de l'autonomie du Tibet par le Royaume-Uni était restée, trois décennies durant, la base juridique légale, quoique jamais mentionnée, des discussions entre le dalaï-lama et Pékin, au cours desquelles celui-ci réclamait seulement l'autonomie et non l'indépendance, position que la conférence des exilés tibétains en Inde a réaffirmée le 22 novembre 2008. Cette évolution est considérée comme faisant perdre à l'indépendantisme tibétain ce qui constituait son principal appui au plan du droit international.